# Matanao
Matanao ist eine philippinische Stadtgemeinde in der Provinz Davao del Sur. Sie hat 56.755 Einwohner (Zensus 1. August 2015).

## Baranggays
Matanao ist politisch in 33 Baranggays unterteilt.
| - Asbang - Asinan - Bagumbayan - Bangkal - Buas - Buri - Camanchiles - Ceboza - Colonsabak - Dongan-Pekong - Kabasagan | - Kapok - Kauswagan - Kibao - La Suerte - Langa-an - Lower Marber - Cabligan (Managa) - Manga - New Katipunan - New Murcia - New Visayas | - Poblacion - Savoy - San Jose - San Miguel - San Vicente - Saub - Sinaragan - Sinawilan - Tamlangon - Towak - Tibongbong |